# Курта (Ленингорский район)
Курта (осет. Курта, груз. ქურთა) — село в Закавказье, расположено в Ленингорском районе Южной Осетии, фактически контролирующей село; согласно юрисдикции Грузии — в Ахалгорском муниципалитете.

## География
Село находится к западу от села Коринта и к северо-западу от села Икот и райцентра Ленингор (Ахалгор).

## Население
Село населено этническими грузинами. По данным 1959 года в селе жило 263 жителя — в основном только грузины. По переписи 2002 года (проведённой властями Грузии, контролировавшей восточную часть Ленингоского/Ахалгорского района на момент проведения переписи) в селе жило 168 человек, в том числе 98 % составили грузины.

## История
В период южноосетинского конфликта в 1992—2008 гг. село входило в состав восточной части Ленингорского района, находившейся в зоне контроля Грузии. После войны в августе 2008 года село перешло под контроль властей РЮО.

## Топографические карты
- Лист карты K-38-65 Ленингори. Масштаб: 1 : 100 000. Издание 1979 г.